# ميبلين
ميبلين (بالإنجليزية: Maybelline)‏ وتعرف كذلك باسم ميبلين نيويورك، هي علامة تجارية أمريكية كبرى للمستحضرات التجميلية، تُباع في جميع أنحاء العالم، وهي شركة تابعة لشركة مستحضرات التجميل الفرنسية لوريال.

## التاريخ

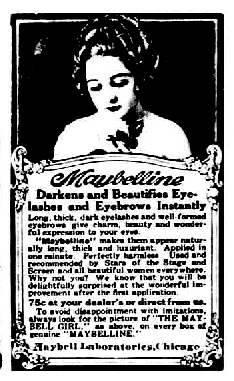
إعلان لمنتجات ميبلين عام 1920.

تم إنشاء شركة ميبلين في عام 1915 من قبل رجل أعمال يبلغ من العمر 19 عاماً يدعى توماس لايلي وليامز. لاحظ وليامز شقيقته الكبرى مايبل وهي تضع مزيج من الفازلين وغبار الفحم على رموشها لإعطائها مظهراً أغمق وأطول. ثم قام ويليامز بصنع نفس الخلطة مع عدة مركبات كيميائية وأنتج منتجاً يُباع محلياً باسم لاش-برو-أي ني. وقام وليامز بتسمية الماركة باسم ميبلين نسبة لأسم شقيقته الكبرى.
في عام 1917، أنتجت شركة ميبلين كيك ماسكارا (وهو أول مستحضرات التجميل الحديثة للاستخدام اليومي للعين) وأُولترا لاش (وهي أول ماسكرا أوتوماتيكية تعمل في الأسواق في الستينيات).
في عام 1967، تم بيع الشركة من قبل وليامز إلى شركة شيرينغ بلاو في مدينة ممفيس. وتم نقل منشأة إنتاج مستحضرات التجميل بأكملها من شيكاغو إلى ممفيس خلال عطلة نهاية أسبوع. وفي عام 1975، انتقلت الشركة إلى مدينة ليتل روك حيث لا تزال تقع هناك. في عام 1990 باعت شركة شيرينغ-بلاو ميلبين إلى شركة استثمار في نيويورك تدعى فاسرستين بيريلا. وبقي مقر شركة ميبلين في مدينة ممفيس حتى استحوذت عليه شركة لوريال في عام 1996. ونُقل مقرها الرئيسي إلى مدينة نيويورك في عام 1996 ومصنعها نقل إلى مدينة بروكلين في عام 2000.
تلقت شركة ميبلين شهرة واسعة عندما استأجرت ليندا كارتر كعارضة للإعلانات التليفزيونية والمطبوعة. وبعدها عينت الشركة كل من جوزي ماران وميراندا كير وسارة ميشيل غيلار وميلينا كاناكاريديس وزانج زيي وسيتي نورهاليزا وفاشا ساندها وشيتال مالار ويوليا شتيغنر وجيسيكا وايت وكريستين ديفيس كعارضات لمنتجات ميبلين.
الوجوه الإعلانية للماركة حالياً هن أدريانا ليما، كريستي تورلينغتون وشارلوت كيمب موهل وإميلي دي دوناتو وبيتريز شانتال جوردان دون وجيجي حديد ولايزا سوبيرانو وأوراسيا سبيربوند.
في عام 1991 تبنت الشركة شعار الإعلان «(ربما ولدت به.) ربما هو ميبلين.» الذي كان يستخدم حتى عام 2016 عندما تغير الشعار إلى «إجعله يحدث».

## النقد
هناك أدلة قاطعة على أن منتجات ميبلين تم اختبارها على الحيوانات. في عام 1989، توقفت شركة لوريال عن اختبار منتجاتها على الحيوانات وأعتمدت طرق بديلة. على الرغم من ذلك ووفقاً لتقرير 2010، يطالب القانون في بعض البلدان على استخدام اختبارات على الحيوانات.

## التعاونات
في يناير 2019، تعاونت ميبلين مع العلامة التجارية الألمانية بوما من أجل مجموعتها المحدودة التي تم تسويقها باسم (بالإنجليزية: Maybelline X Puma)‏. وتتألف المجموعة من 5 منتجات. وتم اختيار عارضة الأزياء أدريانا ليما كسفيرة للتعاون.

## البرامج

### مكياج وبنات
مكياج وبنات وهو برنامج يعرض على موقع يوتيوب من إنتاج ميبلين، يهتم البرنامج بالمكياج والموضة حيث في كل حلقة يستضيفون شخصية مشهورة ويتكلمون حول المكياج والمنتجات المفضلة لديهم أو عمل تحديات معهم. الموسم الأول كان من تقديم روان بن حسين والموسم الثاني من تقديم صفا سرور ولجين ونتالي والموسم ثالث من تقديم نور نعيم والموسم الرابع من تقديم نارين عمارة.
| السنة | العنوان                              | عدد الحلقات |
| ----- | ------------------------------------ | ----------- |
| 2016  | مكياج وبنات مع روان بن حسين          | 16          |
| 2018  | مكياج وبنات مع صفا سرور ولجين ونتالي | 38          |
| 2019  | مكياج وبنات مع نور ستارز             | 8           |
| 2019  | مكياج وبنات مع نارين بيوتي           | 8           |

## الجوائز
| السنة | الجائزة      | الفئة       | العمل الفائز                      | النتيجة | مراجع  |
| ----- | ------------ | ----------- | --------------------------------- | ------- | ------ |
| 2019  | جائزة لانترن | أفضل برنامج | برنامج "مكياج وبنات مع نور ستارز" | فوز     | [ 14 ] |

## وصلات خارجية
- الموقع الرسمي